# Grand Prix de Mosport 2017
Navigation
Édition précédente Édition suivante
La 37e édition du Grand Prix de Mosport 2017 (officiellement appelé le 2017 Mobil 1 SportsCar Grand Prix) a été une course de voitures de sport organisée sur le Canadian Tire Motorsport Park en Ontario, au Canada, qui s'est déroulée du 6 juillet 2017 au 9 juillet 2017. Il s'agissait de la septième manche du championnat WeatherTech SportsCar Championship 2017 et toutes les catégories de voitures du championnat ont participé à la course. .

## Circuit
Le Canadian Tire Motorsport Park, plus connu sous le nom de Mosport est un circuit automobile situé au nord de Bowmanville en Ontario (Canada). Le complexe comprend un circuit routier de 3,96 km, une piste ovale asphaltée d'un demi mille (0,8 km) pour les courses de stock-car (le Mosport Speedway), et un circuit de karting de 1,4 km (le Mosport International Karting).
Le nom « Mosport » est la contraction de « motor » et « sport ».
En 2012, à la suite d'une entente de partenariat avec Canadian Tire, le complexe est rebaptisé « Canadian Tire Motorsport Park ».

## Engagés
La liste officielle des engagés était composée de 36 voitures, dont 10 en Prototypes, 3 en Prototype challenge, 8 en Grand Touring Le Mans et 15 en Grand Touring Daytona.

## Qualifications
| Pos. | Classe | N°  | Équipe                                   | Pilote                | Temps          | Tours        |
| ---- | ------ | --- | ---------------------------------------- | --------------------- | -------------- | ------------ |
| 1    | P      | 10  | Wayne Taylor Racing                      | Ricky Taylor          | 1 min 08 s 459 | 5            |
| 2    | P      | 85  | JDC Miller Motorsports                   | Mikhail Goikhberg     | 1 min 08 s 587 | 10           |
| 3    | P      | 2   | Tequila Patrón ESM                       | Scott Sharp           | 1 min 08 s 886 | 6            |
| 4    | P      | 22  | Tequila Patrón ESM                       | Johannes van Overbeek | 1 min 08 s 934 | 10           |
| 5    | P      | 55  | Mazda Motorsports                        | Jonathan Bomarito     | 1 min 08 s 959 | 6            |
| 6    | P      | 5   | Whelen Engineering Racing                | Christian Fittipaldi  | 1 min 09 s 173 | 6            |
| 7    | P      | 90  | VisitFlorida Racing                      | Marc Goossens         | 1 min 09 s 286 | 12           |
| 8    | P      | 31  | Whelen Engineering Racing                | Eric Curran           | 1 min 09 s 895 | 12           |
| 9    | P      | 52  | PR1/Mathiasen Motorsports                | Nicholas Boulle       | 1 min 09 s 958 | 11           |
| 10   | P      | 70  | Mazda Motorsports                        | Tom Long              | 1 min 09 s 959 | 5            |
| 11   | PC     | 38  | Performance Tech Motorsports             | James French          | 1 min 11 s 471 | 12           |
| 12   | PC     | 26  | BAR1 Motorsports                         | Garett Grist          | 1 min 13 s 193 | 12           |
| 13   | PC     | 20  | BAR1 Motorsports                         | Don Yount             | 1 min 13 s 821 | 6            |
| 14   | GTLM   | 911 | Porsche GT Team                          | Dirk Werner           | 1 min 14 s 085 | 5            |
| 15   | GTLM   | 25  | BMW Team RLL                             | Bill Auberlen         | 1 min 14 s 103 | 5            |
| 16   | GTLM   | 912 | Porsche GT Team                          | Laurens Vanthoor      | 1 min 14 s 251 | 7            |
| 17   | GTLM   | 24  | BMW Team RLL                             | Martin Tomczyk        | 1 min 14 s 294 | 5            |
| 18   | GTLM   | 67  | Ford Chip Ganassi Racing                 | Ryan Briscoe          | 1 min 14 s 434 | 5            |
| 19   | GTLM   | 66  | Ford Chip Ganassi Racing                 | Joey Hand             | 1 min 14 s 732 | 6            |
| 20   | GTLM   | 5   | Corvette Racing                          | Jan Magnussen         | 1 min 14 s 844 | 8            |
| 21   | GTLM   | 4   | Corvette Racing                          | Oliver Gavin          | 1 min 14 s 904 | 7            |
| 22   | GTD    | 14  | 3GT Racing                               | Sage Karam            | 1 min 16 s 563 | 4            |
| 23   | GTD    | 57  | Stevenson Motorsports                    | Andrew Davis          | 1 min 16 s 725 | 10           |
| 24   | GTD    | 86  | Michael Shank Racing avec Curb-Agajanian | Jeff Segal            | 1 min 16 s 828 | 4            |
| 25   | GTD    | 48  | Paul Miller Racing                       | Bryan Sellers         | 1 min 17 s 106 | 4            |
| 26   | GTD    | 63  | Scuderia Corsa                           | Christina Nielsen     | 1 min 17 s 149 | 11           |
| 27   | GTD    | 93  | Michael Shank Racing avec Curb-Agajanian | Katherine Legge       | 1 min 17 s 265 | 10           |
| 28   | GTD    | 16  | Change Racing                            | Corey Lewis           | 1 min 17 s 281 | 10           |
| 29   | GTD    | 98  | Turner Motorsport                        | Bret Curtis           | 1 min 17 s 524 | 5            |
| 30   | GTD    | 73  | Park Place Motorsports                   | Patrick Lindsey       | 1 min 17 s 672 | 9            |
| 31   | GTD    | 75  | SunEnergy1 Racing                        | Kenny Habul           | 1 min 17 s 817 | 9            |
| 32   | GTD    | 50  | Riley Motorsports - WeatherTech Racing   | Cooper MacNeil        | 1 min 7 s 959  | 5            |
| 33   | GTD    | 33  | Riley Motorsports - Team AMG             | Ben Keating           | 1 min 8 s 073  | 6            |
| 34   | GTD    | 28  | Alegra Motorsports                       | Michael de Quesada    | 1 min 18 s 085 | 4            |
| 35   | GTD    | 54  | CORE Autosport                           | Jon Bennett (en)      | 1 min 19 s 220 | 4            |
| 36   | GTD    | 15  | 3GT Racing                               | Pas de temps          | Pas de temps   | Pas de temps |

## Course

### Classement de la course
Voici le classement officiel au terme de la course.
- Les vainqueurs de chaque catégorie sont signalés par un fond jauni.
- Pour la colonne Pneus, il faut passer le curseur au-dessus du modèle pour connaître le manufacturier de pneumatiques.

| Pos  | Classe | no  | Écurie                                   | Pilotes                                  | Châssis                         | Pneus | Tours | Temps               |
| Pos  | Classe | no  | Écurie                                   | Pilotes                                  | Moteur                          | Pneus | Tours | Temps               |
| ---- | ------ | --- | ---------------------------------------- | ---------------------------------------- | ------------------------------- | ----- | ----- | ------------------- |
| 1    | P      | 31  | Whelen Engineering Racing                | Dane Cameron Eric Curran                 | Cadillac DPi-V.R                | C     | 122   | 2 h 42 min 36 s 619 |
| 1    | P      | 31  | Whelen Engineering Racing                | Dane Cameron Eric Curran                 | Cadillac 6,2 l V8 Atmo          | C     | 122   | 2 h 42 min 36 s 619 |
| 2    | P      | 85  | JDC Miller Motorsports                   | Mikhail Goikhberg Stephen Simpson        | Oreca 07                        | C     | 122   | + 8 s 295           |
| 2    | P      | 85  | JDC Miller Motorsports                   | Mikhail Goikhberg Stephen Simpson        | Gibson GK428 4,2 l V8 Atmo      | C     | 122   | + 8 s 295           |
| 3    | P      | 2   | Tequila Patrón ESM                       | Scott Sharp Ryan Dalziel                 | Nissan Onroak DPi               | C     | 122   | + 12 s 420          |
| 3    | P      | 2   | Tequila Patrón ESM                       | Scott Sharp Ryan Dalziel                 | Nissan VR38DETT 3,8 l V6 Turbo  | C     | 122   | + 12 s 420          |
| 4    | P      | 55  | Mazda Motorsports                        | Tristan Nunez Jonathan Bomarito          | Mazda RT24-P                    | C     | 122   | + 13 s 234          |
| 4    | P      | 55  | Mazda Motorsports                        | Tristan Nunez Jonathan Bomarito          | Mazda MZ-2.0T 2,0 l I4 Turbo    | C     | 122   | + 13 s 234          |
| 5    | P      | 70  | Mazda Motorsports                        | Tom Long Joel Miller                     | Mazda RT24-P                    | C     | 122   | + 14 s 716          |
| 5    | P      | 70  | Mazda Motorsports                        | Tom Long Joel Miller                     | Mazda MZ-2.0T 2,0 l I4 Turbo    | C     | 122   | + 14 s 716          |
| 6    | P      | 5   | Whelen Engineering Racing                | João Barbosa Christian Fittipaldi        | Cadillac DPi-V.R                | C     | 122   | + 21 s 083          |
| 6    | P      | 5   | Whelen Engineering Racing                | João Barbosa Christian Fittipaldi        | Cadillac 6,2 l V8 Atmo          | C     | 122   | + 21 s 083          |
| 7    | P      | 10  | Wayne Taylor Racing                      | Ricky Taylor Jordan Taylor               | Cadillac DPi-V.R                | C     | 120   | + 2 tours           |
| 7    | P      | 10  | Wayne Taylor Racing                      | Ricky Taylor Jordan Taylor               | Cadillac 6,2 l V8 Atmo          | C     | 120   | + 2 tours           |
| 8    | PC     | 38  | Performance Tech Motorsports             | James French Patricio O'Ward             | Oreca FLM09                     | C     | 117   | + 5 tours           |
| 8    | PC     | 38  | Performance Tech Motorsports             | James French Patricio O'Ward             | Chevrolet LS3 6,2 l V8 Atmo     | C     | 117   | + 5 tours           |
| 9    | GTLM   | 25  | BMW Team RLL                             | Bill Auberlen Alexander Sims             | BMW M6 GTLM                     | M     | 117   | + 5 tours           |
| 9    | GTLM   | 25  | BMW Team RLL                             | Bill Auberlen Alexander Sims             | BMW P63 4,4 l V8 Turbo          | M     | 117   | + 5 tours           |
| 10   | GTLM   | 24  | BMW Team RLL                             | John Edwards Martin Tomczyk              | BMW M6 GTLM                     | M     | 117   | + 5 tours           |
| 10   | GTLM   | 24  | BMW Team RLL                             | John Edwards Martin Tomczyk              | BMW P63 4,4 l V8 Turbo          | M     | 117   | + 5 tours           |
| 11   | GTLM   | 67  | Ford Chip Ganassi Racing                 | Ryan Briscoe Richard Westbrook           | Ford GT                         | M     | 117   | + 5 tours           |
| 11   | GTLM   | 67  | Ford Chip Ganassi Racing                 | Ryan Briscoe Richard Westbrook           | Ford EcoBoost 3,5 l V6 Turbo    | M     | 117   | + 5 tours           |
| 12   | GTLM   | 3   | Corvette Racing                          | Jan Magnussen Antonio García             | Chevrolet Corvette C7.R         | M     | 117   | + 5 tours           |
| 12   | GTLM   | 3   | Corvette Racing                          | Jan Magnussen Antonio García             | Chevrolet LT5.5 5,5 l V8 Atmo   | M     | 117   | + 5 tours           |
| 13   | GTLM   | 66  | Ford Chip Ganassi Racing                 | Dirk Müller Joey Hand                    | Ford GT                         | M     | 117   | + 5 tours           |
| 13   | GTLM   | 66  | Ford Chip Ganassi Racing                 | Dirk Müller Joey Hand                    | Ford EcoBoost 3,5 l V6 Turbo    | M     | 117   | + 5 tours           |
| 14   | GTLM   | 912 | Porsche GT Team                          | Laurens Vanthoor Gianmaria Bruni         | Porsche 911 RSR                 | M     | 117   | + 5 tours           |
| 14   | GTLM   | 912 | Porsche GT Team                          | Laurens Vanthoor Gianmaria Bruni         | Porsche 4,0 L Flat-6 Atmo       | M     | 117   | + 5 tours           |
| Abd. | P      | 52  | PR1/Mathiasen Motorsports                | Nicholas Boulle David Ostella (en)       | Ligier JS P217                  | C     | 116   | Sortie de piste     |
| Abd. | P      | 52  | PR1/Mathiasen Motorsports                | Nicholas Boulle David Ostella (en)       | Gibson GK428 4,2 l V8 Atmo      | C     | 116   | Sortie de piste     |
| 16   | PC     | 20  | BAR1 Motorsports                         | Don Yount Ryan Lewis                     | Oreca FLM09                     | C     | 116   | + 6 tours           |
| 16   | PC     | 20  | BAR1 Motorsports                         | Don Yount Ryan Lewis                     | Chevrolet LS3 6,2 l V8 Atmo     | C     | 116   | + 6 tours           |
| 17   | GTD    | 57  | Stevenson Motorsports                    | Lawson Aschenbach Andrew Davis           | Audi R8 LMS                     | C     | 114   | + 8 tours           |
| 17   | GTD    | 57  | Stevenson Motorsports                    | Lawson Aschenbach Andrew Davis           | Audi 5,2 l V10 Atmo             | C     | 114   | + 8 tours           |
| 18   | GTD    | 93  | Michael Shank Racing avec Curb-Agajanian | Andy Lally Katherine Legge               | Acura NSX GT3                   | C     | 114   | + 8 tours           |
| 18   | GTD    | 93  | Michael Shank Racing avec Curb-Agajanian | Andy Lally Katherine Legge               | Acura 3,5 l V6 Turbo            | C     | 114   | + 8 tours           |
| 19   | GTD    | 63  | Scuderia Corsa                           | Christina Nielsen Alessandro Balzan      | Ferrari 488 GT3                 | C     | 114   | + 8 tours           |
| 19   | GTD    | 63  | Scuderia Corsa                           | Christina Nielsen Alessandro Balzan      | Ferrari F154CB 3,9 l V8 Turbo   | C     | 114   | + 8 tours           |
| 20   | GTD    | 96  | Turner Motorsport                        | Bret Curtis Jens Klingmann               | BMW M6 GT3                      | C     | 114   | + 8 tours           |
| 20   | GTD    | 96  | Turner Motorsport                        | Bret Curtis Jens Klingmann               | BMW P63 4,4 l V8 Turbo          | C     | 114   | + 8 tours           |
| 21   | GTD    | 14  | 3GT Racing                               | Scott Pruett Sage Karam                  | Lexus RC F GT3                  | C     | 114   | + 8 tours           |
| 21   | GTD    | 14  | 3GT Racing                               | Scott Pruett Sage Karam                  | Lexus 5,0 l V8 Atmo             | C     | 114   | + 8 tours           |
| 22   | GTD    | 16  | Change Racing                            | Jeroen Mul (de) Corey Lewis              | Lamborghini Huracán GT3         | C     | 114   | + 8 tours           |
| 22   | GTD    | 16  | Change Racing                            | Jeroen Mul (de) Corey Lewis              | Lamborghini 5,2 l V10 Atmo      | C     | 114   | + 8 tours           |
| 23   | GTD    | 33  | Riley Motorsports - Team AMG             | Ben Keating Jeroen Bleekemolen           | Mercedes-AMG GT3                | C     | 114   | + 8 tours           |
| 23   | GTD    | 33  | Riley Motorsports - Team AMG             | Ben Keating Jeroen Bleekemolen           | Mercedes-AMG M159 6,2 l V8 Atmo | C     | 114   | + 8 tours           |
| 24   | GTD    | 48  | Paul Miller Racing                       | Bryan Sellers Madison Snow               | Lamborghini Huracán GT3         | C     | 114   | + 8 tours           |
| 24   | GTD    | 48  | Paul Miller Racing                       | Bryan Sellers Madison Snow               | Lamborghini 5,2 l V10 Atmo      | C     | 114   | + 8 tours           |
| 25   | GTD    | 73  | Park Place Motorsports                   | Patrick Lindsey Jörg Bergmeister         | Porsche 911 GT3 R               | C     | 113   | + 9 tours           |
| 25   | GTD    | 73  | Park Place Motorsports                   | Patrick Lindsey Jörg Bergmeister         | Porsche 4,0 L Flat-6 Atmo       | C     | 113   | + 9 tours           |
| 26   | GTD    | 86  | Michael Shank Racing avec Curb-Agajanian | Jeff Segal Oswaldo Negri Jr.             | Acura NSX GT3                   | C     | 113   | + 9 tours           |
| 26   | GTD    | 86  | Michael Shank Racing avec Curb-Agajanian | Jeff Segal Oswaldo Negri Jr.             | Acura 3,5 l V6 Turbo            | C     | 113   | + 9 tours           |
| 27   | GTD    | 50  | Riley Motorsports - WeatherTech Racing   | Cooper MacNeil Gunnar Jeannette          | Mercedes-AMG GT3                | C     | 113   | + 9 tours           |
| 27   | GTD    | 50  | Riley Motorsports - WeatherTech Racing   | Cooper MacNeil Gunnar Jeannette          | Mercedes-AMG M159 6,2 l V8 Atmo | C     | 113   | + 9 tours           |
| 28   | PC     | 26  | BAR1 Motorsports                         | James Vance Garett Grist                 | Oreca FLM09                     | C     | 113   | + 9 tours           |
| 28   | PC     | 26  | BAR1 Motorsports                         | James Vance Garett Grist                 | Chevrolet LS3 6,2 l V8 Atmo     | C     | 113   | + 9 tours           |
| 29   | GTD    | 15  | 3GT Racing                               | Robert Alon (en) Jack Hawksworth         | Lexus RC F GT3                  | C     | 113   | + 9 tours           |
| 29   | GTD    | 15  | 3GT Racing                               | Robert Alon (en) Jack Hawksworth         | Lexus 5,0 l V8 Atmo             | C     | 113   | + 9 tours           |
| 30   | GTD    | 75  | SunEnergy1 Racing                        | Tristan Vautier Kenny Habul              | Mercedes-AMG GT3                | C     | 112   | + 10 tours          |
| 30   | GTD    | 75  | SunEnergy1 Racing                        | Tristan Vautier Kenny Habul              | Mercedes-AMG M159 6,2 l V8 Atmo | C     | 112   | + 10 tours          |
| 31   | GTD    | 54  | CORE Autosport                           | Jon Bennett (en) Colin Braun             | Porsche 911 GT3 R               | C     | 112   | + 10 tours          |
| 31   | GTD    | 54  | CORE Autosport                           | Jon Bennett (en) Colin Braun             | Porsche 4,0 L Flat-6 Atmo       | C     | 112   | + 10 tours          |
| 32   | GTD    | 28  | Alegra Motorsports                       | Daniel Morad Michael de Quesada          | Porsche 911 GT3 R               | C     | 112   | + 10 tours          |
| 32   | GTD    | 28  | Alegra Motorsports                       | Daniel Morad Michael de Quesada          | Porsche 4,0 L Flat-6 Atmo       | C     | 112   | + 10 tours          |
| 33   | GTLM   | 911 | Porsche GT Team                          | Patrick Pilet Dirk Werner                | Porsche 911 RSR                 | M     | 109   | + 13 tours          |
| 33   | GTLM   | 911 | Porsche GT Team                          | Patrick Pilet Dirk Werner                | Porsche 4,0 L Flat-6 Atmo       | M     | 109   | + 13 tours          |
| Abd. | GTLM   | 4   | Corvette Racing                          | Oliver Gavin Tommy Milner                | Chevrolet Corvette C7.R         | M     | 102   | Collision           |
| Abd. | GTLM   | 4   | Corvette Racing                          | Oliver Gavin Tommy Milner                | Chevrolet LT5.5 5,5 l V8 Atmo   | M     | 102   | Collision           |
| Abd. | P      | 22  | Tequila Patrón ESM                       | Luis Felipe Derani Johannes van Overbeek | Nissan Onroak DPi               | C     | 89    | Problème moteur     |
| Abd. | P      | 22  | Tequila Patrón ESM                       | Luis Felipe Derani Johannes van Overbeek | Nissan VR38DETT 3,8 l V6 Turbo  | C     | 89    | Problème moteur     |
| Abd. | P      | 90  | VisitFlorida Racing                      | Marc Goossens Renger van der Zandev      | Riley Mk. 30                    | C     | 35    | Problème électrique |
| Abd. | P      | 90  | VisitFlorida Racing                      | Marc Goossens Renger van der Zandev      | Gibson GK428 4,2 l V8 Atmo      | C     | 35    | Problème électrique |

## Pole position et record du tour
- Pole position :  Ricky Taylor (#10 Wayne Taylor Racing) en 1 min 08 s 452
- Meilleur tour en course :  Stephen Simpson (#85 JDC Miller Motorsports) en 1 min 08 s 915 au 57e tour.

## Tours en tête
- no 10 Cadillac DPi-V.R - Konica Minolta Cadillac DPi-V.R : 73 tours (1-48 / 68-79 / 92 / 101-112)[4]
- no 85 Oreca 07 - JDC Miller Motorsports : 39 tours (45-67 / 80-91 / 93-100)
- no 31 Cadillac DPi-V.R - Whelen Engineering Racing : 10 tours (113-122)

## À noter
- Longueur du circuit : 2,459 miles
- Distance parcourue par les vainqueurs : 299,998 miles